# SNECMA Coléoptère

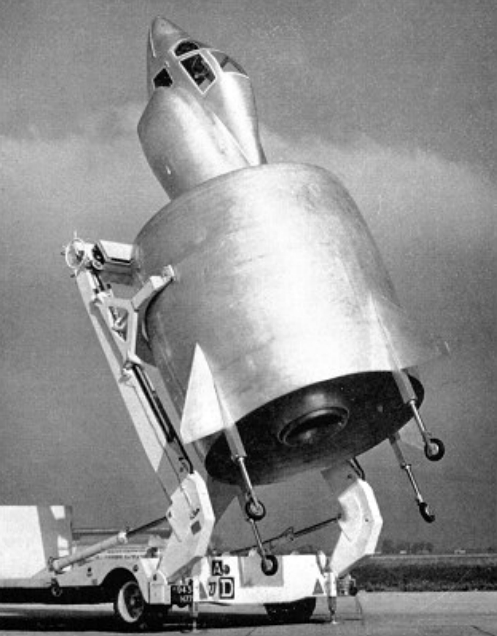
Aeronave de investigación con cola en posición vertical

El SNECMA C.450 Coléoptère (que significa «escarabajo» en francés, derivado del griego «ala envainada») era  un avión tail-sitting de despegue y aterrizaje vertical (VTOL) diseñado por la empresa francesa SNECMA y fabricado por Nord Aviation. Aunque el trabajo en la aeronave avanzó hasta la fase de vuelos de prueba, el proyecto nunca pasó de la fase experimental.
El Coléoptère fue uno de los múltiples esfuerzos realizados en todo el mundo durante la década de 1950 para producir una aeronave VTOL viable. SNECMA había experimentado anteriormente con varios bancos de pruebas sin alas, conocidos como Atar Volant, que influyeron en el diseño. En cuanto a su configuración general, el Coléoptère era un avión monoplaza con un inusual ala cerrada anular; el avión estaba diseñado para despegar y aterrizar verticalmente, por lo que no necesitaba pista de aterrizaje y requería muy poco espacio. Tras realizar su vuelo inaugural en diciembre de 1958, el único prototipo se destruyó en su noveno vuelo, el 25 de julio de 1959. Aunque en un momento dado se planteó la posibilidad de fabricar un segundo prototipo, nunca se consiguió la financiación necesaria.

## Desarrollo

### Antecedentes
Durante la década de 1950, los diseñadores de aeronaves de todo el mundo se embarcaron en programas para desarrollar aviones de ala fija que no solo pudieran realizar despegues y aterrizajes verticales (VTOL), sino también pasar al vuelo convencional y volver a él. Según observó el autor especializado en aviación Francis K. Mason, un avión de combate que poseyera tales cualidades habría eliminado de forma efectiva la dependencia tradicional de pistas de aterrizaje relativamente vulnerables, al despegar y aterrizar verticalmente en lugar de con el enfoque horizontal convencional. En consecuencia, el desarrollo de aviones viables de despegue y aterrizaje vertical (VTOL) resultó especialmente atractivo para los planificadores militares de los primeros años de la posguerra. A medida que la relación empuje-peso de los motores turborreactores aumentó lo suficiente como para que un solo motor pudiera elevar una aeronave, los diseñadores comenzaron a investigar formas de mantener la estabilidad mientras la aeronave volaba en la fase VTOL del vuelo.
Una de las empresas que decidió dedicarse a la investigación del VTOL fue el fabricante de motores SNECMA de Francia, que, a partir de 1956, construyó una serie de bancos de pruebas sin alas llamados Atar Volant. Solo el primero de ellos era no tripulado y el segundo volaba libremente, ambos estabilizados por chorros de gas en tubos estabilizadores. El tercero tenía un asiento inclinable que permitía al piloto sentarse erguido cuando el fuselaje estaba nivelado y tenía las entradas de aire laterales previstas para el avión en vuelo libre, aunque siempre funcionaba acoplado a una cuna móvil. El piloto de estos experimentos fue Auguste Morel. Sin embargo, el Atar Volant no era un fin en sí mismo, sino que su objetivo a largo plazo era servir de precursor de un avión de ala fija más grande.
Aparte del trabajo interno, una influencia considerable en la dirección del desarrollo provino del ingeniero de diseño austriaco Helmut von Zborowski, que había diseñado un innovador ala anular con forma de rosquilla que podía funcionar «como planta motriz, fuselaje de un avión de ala volante y carcasa reductora de la resistencia». Se teorizó que una ala de este tipo podría funcionar como un motor ramjet e impulsar una aeronave a velocidades supersónicas, adecuada para un avión interceptor. El equipo de diseño de SNECMA decidió integrar este radical diseño de ala anual en sus esfuerzos de VTOL. De esta decisión surgió la configuración básica del C.450 Coléoptère. 

### Pruebas de vuelo
A principios de 1958, el primer prototipo terminado llegó al Aeródromo de Melun Villaroche para ser sometido a pruebas. El llamativo diseño del Coléoptère causó rápidamente sensación entre el público, incluso a nivel internacional; el autor Jeremy Davis observó que el avión había influido incluso en los esfuerzos internacionales, ya que supuestamente había motivado a la Armada de los Estados Unidos a contratar al fabricante estadounidense de helicópteros Kaman Aircraft para diseñar su propio vehículo de ala anular, apodado Flying Barrel.  En diciembre de 1958, el Coléoptère despegó por primera vez por sus propios medios, aunque todavía estaba sujeto a una grúa; Morel estaba a los mandos de la aeronave.  Se observaron varias características de vuelo difíciles, como la tendencia de la aeronave a girar lentamente sobre su eje mientras se encontraba en vuelo estacionario vertical; Morel también señaló que el indicador de velocidad vertical no era realista y que los controles eran incapaces de dirigir la aeronave con precisión durante la fase crítica del aterrizaje. Los aterrizajes sin motor se consideraron imposibles.
Morel realizó un total de ocho vuelos con éxito, alcanzando una altitud máxima registrada de 800 m (2625 pies). Uno de estos vuelos incluyó una demostración del rendimiento del aparato en vuelo estacionario ante un público reunido. El noveno vuelo, el 25 de julio de 1959, estaba previsto para realizar movimientos limitados hacia el vuelo horizontal; sin embargo, debido a la insuficiencia de los instrumentos y a la falta de puntos de referencia visuales, el avión se inclinó demasiado y perdió velocidad, lo que le impidió mantener la altitud. Morel fue incapaz de recuperar el control en medio de una serie de oscilaciones violentas, por lo que optó por activar el asiento eyectable para escapar de la aeronave en descenso a solo 150 m (492 pies).  Sobrevivió, pero resultó gravemente herido, mientras que la aeronave quedó destruida. Aunque en un momento se barajó la posibilidad de construir un segundo prototipo, estas ambiciones nunca recibieron la financiación necesaria para seguir adelante.

## Especificaciones de aeronave
Referencia datos: Les Avions Francais de 1944 à 1964

### Características generales
- Tripulación: uno
- Longitud: 8,02 m (26 pies 4 pulgadas)
- Diámetro rotor principal: 3,20 m (10 pies 6 pulgadas)
- Envergadura: 4,51 m (14 pies 10 pulgadas) incluyendo aletas
- Peso máximo al despegue: 3.000 kg (6.614 lb)